# Peter Chalmers Mitchell

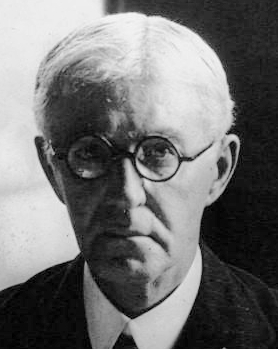
Peter Chalmers Mitchell

Peter Chalmers Mitchell (* 23. November 1864 in Dunfermline; † 2. Juli 1945 in der Universitätsklinik in London) war ein britischer Zoologe.

## Leben und Tätigkeit
Mitchell war der Sohn des presbyterianischen Geistlichen Alexander Mitchell. Nach dem Schulbesuch studierte er an der University of Aberdeen, die er mit einem Master-Abschluss verließ. 1888 wurde er zum Dozenten für Zoologie (University Demonstrator in Zoology) in Christ Church, Oxford ernannt.
1896 verfasste Mitchell einen anonym im Saturday Review veröffentlichten Artikel mit dem Titel „A Biological View of English Foreign Policy“, der die Unvermeidbarkeit eines großen Endkampfes zwischen Großbritannien und Deutschland, der mit der Zerstörung eines der beiden Kontrahenten enden müsste, postulierte. Während des Ersten Weltkriegs räumte er seine Autorenschaft dieses Artikels öffentlich ein. Im Mai 1939, als der Ausbruch des Zweiten Weltkriegs sich bereits abzeichnete, bekannte Mitchell sich erneut zu seinen Ausführungen in einem Brief an die Londoner Times.
1903 wurde Mitchell zum Sekretär der Zoological Society of London ernannt. Diesen Posten behielt er bis 1935 bei. Sein Nachfolger wurde Julian Huxley. In dieser Stellung war er mit der Leitung des Londoner Zoos beauftragt. Außerdem schuf er den zoologischen Garten Whipsnade Zoo in Bedfordshire, den ersten Zoo der Welt, in dem die ausgestellten Tiere nicht in Käfigen, sondern in Freigehegen aufbewahrt wurden. 1906 wurde er zum Mitglied (Fellow) der Royal Society gewählt. 1918 wurde er zum Commander des Order of the British Empire ernannt.
Nach seiner Pensionierung zog Mitchell nach Málaga, wo er während des Spanischen Bürgerkriegs am 9. Februar 1937 zusammen mit Arthur Koestler von den Putschisten festgenommen wurde. Er kehrte nach seiner kurzfristigen Haft nach Großbritannien zurück.
In Anerkennung seiner Verdienste um die Zoologie wurde die südamerikanische Doppelschleichenart Amphisbaena mitchelli nach ihm benannt.
Außer zahlreichen Monographien veröffentlichte Mitchell auch diverse Beiträge zu zoologischen Themen in der Encyclopedia Britannica, die mit dem Kürzel „P.C.M.“ unterzeichnet sind.

## Schriften
- Thomas Henry Huxley. A Sketch of his Life and Work, Putnam’s, London 1900.
- The Nature of Man, 1904.
- Official Guide to the Gardens of the Zoological Society of London, Zoological Society of London, London 1911.
- The Childhood of Animals, Penguin, 1912.
- Evolution and the War, J. Murray, London 1915.
- Materialism and Vitalism in Biology, Oxford, 1930.
- A Centenary History of the London Zoo, 1931.
- My Fill of dDays, Faber & Faber, London 1937.
- Counter-Attack in Spain, Houghton-Mifflin, Boston 1937 (zusammen mit Ramon Sender).
- My House in Málaga, Faber & Faber, London 1938.